# Бе (Ардеш)
Бе (фр. Baix) насеље је и општина у источној Француској у региону Рона-Алпи, у департману Ардеш која припада префектури Прива.
По подацима из 2011. године у општини је живело 1.039 становника, а густина насељености је износила 59,75 становника/km². Општина се простире на површини од 17,39 km². Налази се на средњој надморској висини од 94 метара (максималној 457 m, а минималној 76 m).

## Демографија
| 1962. | 1968. | 1975. | 1982. | 1990. | 1999. | 2011. |
| ----- | ----- | ----- | ----- | ----- | ----- | ----- |
| 575   | 609   | 546   | 961   | 748   | 822   | 1.039 |

График промене броја становника у току последњих година